# 山口県立徳佐高等学校高俣分校
山口県立徳佐高等学校高俣分校（やまぐちけんりつ とくさこうとうがっこう たかまたぶんこう）は、山口県萩市（旧阿武郡むつみ村）高佐下に所在した公立の高等学校。

## 設置学科
- 普通科

## 所在地
- 〒758-0303 山口県萩市（旧阿武郡むつみ村）高佐下2402-1

## 沿革
- 2010年3月31日 - 閉校。